# Flimmit
Flimmit war eine Video-on-Demand-Plattform mit Sitz in Wien, die 2007 gegründet wurde. Flimmit war auf den DACH-Märkten aktiv mit dem Schwerpunkt auf Österreich. Angeboten wurden Filme und Serien mit Fokus auf österreichische und europäische Produktionen. Die Flimmit GmbH und Co KG war als Tochter der ORF Online und Teletext GmbH & Co KG Teil des öffentlich-rechtlichen ORF-Konzerns.
Im August 2023 wurde bekannt, dass die Plattform sowie das ORF-Klassikportal fidelio Ende November 2023 eingestellt werden, aufgrund einer mit 1. Jänner 2024 in Kraft tretende ORF-Gesetzesnovelle. Teile des Flimmit-Portfolios sollen danach länger in der ORF TVthek zur Verfügung gestellt werden.

## Geschichte
Flimmit wurde 2007 von den Gesellschaftern Karin Haager, Walter Huber und Ulrich Müller-Uri gegründet und war die erste österreichische Online-Videothek mit Film- und TV-Produktionen aus Österreich und Europa. Der Startschuss für die operative Entwicklung der Plattform erfolgte im Oktober 2008. Die ersten 140 Filme waren im Mai 2009 erstmals über Web auf flimmit.com erhältlich.
Durch zahlreiche Partner und Förderer wuchs Flimmit weiter an. Der erste und entscheidende Förderpartner für Flimmit war 2008 die AWS (Austria Wirtschaftsservice GmbH) im Rahmen der Ausschreibung „impulse XL“. In dieser Start-Up Förderausschreibung wurde Flimmit 2010 erneut gefördert.
Unterstützt wurde Flimmit zuletzt durch das europäische Förderprogramm Creative Europe/MEDIA. Zuvor wurde Flimmit weiters durch das ÖFI (Österreichisches Filminstitut), departure – die Kreativagentur der Stadt Wien – im Programm Focus Kooperation sowie durch das BMVIT (Bundesministerium für Verkehr, Innovation und Technologie) in Kooperation mit der FFG (Forschungsförderungsgesellschaft) im Rahmen des Programms „Austrian Electronic Network“ und der Wirtschaftsagentur Wien gefördert.
2014 übernahm der ORF über seine Tochtergesellschaften ORF Enterprise und ORS comm erstmals eine Beteiligung an Flimmit.
Am 16. März 2015 präsentierte Flimmit im Zuge eines Launch-Events auf der Wiener Summerstage seine Plattform mit neuem Angebot und neuem Design. Der Markenauftritt wurde überarbeitet. Als neues Logo diente ein als Filmklappe stilisiertes Herz. In unterschiedlichen Darstellungen symbolisierte es die Vielfalt der Genres, die auf der Plattform geboten wurden.
Im Gegensatz zu anderen Video-on-Demand-Anbietern, die sich vermehrt um amerikanische Filminhalte bemühen, stand für Flimmit als geförderte Plattform die digitale Verbreitung von audiovisuellen Inhalten aus Europa im Vordergrund.
2017 standen auf Flimmit mehr als 7.000 überwiegend deutschsprachige Titel zur Verfügung. Flimmit wurde als „digitaler Feinkostladen“ gesehen, der seinen Schwerpunkt auf österreichische Produktionen legt und damit auch eine zusätzliche Vertriebs- und Auswertungsmöglichkeit für Filmschaffende bietet.
Für das audiovisuelle Streamingportal myfidelio.at, eine Klassikplattform des ORF in Zusammenarbeit mit Unitel, die ebenfalls mit Ende November 2023 eingestellt wurde, stellte Flimmit die technische Infrastruktur bereit.
Im Juni 2016 übernahm der ORF 97 Prozent der Anteile an Flimmit, je 1,106 Prozent verblieben bei den Gründern Karin Haager, Walter Huber und Ulrich Müller-Uri.
Im Juli 2017 veröffentlichte der ORF seinen Vorschlag zum Umbau von Flimmit zu einem öffentlich-rechtlichen Abrufdienst, der zukünftig auch die Verwendung von GIS-Gebühren vorsieht. Laut ORF sei dieser Schritt notwendig, da Flimmit einen Verlust von ungefähr zwei Millionen Euro in drei Jahren erwirtschaftet habe und eine Kostendeckung nicht möglich sei. Nach einem überarbeiteten, im April 2019 vorgelegten Konzept genehmigte die zuständige Regulierungsbehörde KommAustria im November 2019 die Verwendung von Gebührengeldern für Flimmit. Der ORF plante die Anbindung von Flimmit an seine zukünftige Digitalplattform ORF-Player.
Die seit 2014 in den ORF-Konzern eingebundene Flimmit GmbH wurde 2020 in eine öffentlich-rechtliche GmbH & Co. KG umgewandelt, mit der ORF-Online GmbH & Co. KG als einziger Gesellschafterin.
Im August 2023 wurde bekannt, dass die Plattform sowie das ORF-Klassikportal fidelio Ende November 2023 eingestellt werden. Neben dem Ende der GIS-Gebühr, die künftig durch eine Haushaltsabgabe für alle ersetzt wird, erhält der ORF künftig mehr Freiheiten im Digitalen. Im Gegenzug darf der ORF allerdings aufgrund des neuen Gesetzes keine kostenpflichtigen Bezahldienste mehr anbieten. Teile des Flimmit-Portfolios, das aus vielen ORF-(Ko-)Produktionen besteht, sollen künftig in der ORF-TVthek bzw. dem geplanten ORF-Player angeboten werden. Dank des neues ORF-Gesetzes wird die aktuell noch gültige 7-Tage-On-Demand-Frist für sämtliche Sendungen Anfang 2024 aufgehoben, so dass Inhalte künftig deutlich länger auf Abruf konsumiert werden können.
Am 30. November 2023 stellten Filmmit und fidelio den Betrieb ein.

## Inhalte
Flimmit bot all seine Filme & Serien in einem Abonnement-Modell an. Das Abo war in zwei verschiedenen Varianten erhältlich: Als 1-Monats-Abo und als 12-Monats-Abo.
Zuletzt bestand das Angebot aus österreichischen Produktionen, deutschsprachigen Blockbustern, TV-Events, Fernsehserien, Dokumentarfilmen, Highlights europäischer Filmfestivals, Film-Klassikern, Kinder-, Jugend- und Animationsfilmen, Kultfilmen sowie Opern & Theaterproduktionen. Ergänzt wurde das Portfolio regelmäßig um Exklusiv-Content wie „Altes Geld“, „Vorstadtweiber“ oder den „Landkrimis“.
Im Mai 2016 startete Flimmit mit einer neuen Kuratierungs-Reihe. Unter dem Titel „Persönlichkeiten empfehlen“ präsentierten Personen aus dem öffentlichen Leben unter einem selbst gewählten Themenschwerpunkt ihre Lieblingsfilme. Den Start machte Schauspielerin Martina Ebm.

## Empfang
Flimmit konnte über das Web, über mobile Endgeräte wie Smartphones und Tablets sowie am Fernseher genutzt werden. Für die mobilen Betriebssysteme von Apple und Android standen eigene Apps zur Verfügung, die in den jeweiligen Download-Stores heruntergeladen werden konnten. Für Smart-TVs der Marken Samsung und LG gab es eigene Apps am Fernseher. Flimmit unterstützte weiters die Dienste von Google Chromecast und Apple AirPlay, sowie Amazon Fire TV, Android TV und Apple TV.
Als erster Video-on-Demand-Anbieter war Flimmit auf einem eigenen Satellitenkanal empfangbar. Voraussetzung dafür war ein Internet- und HbbTV-fähiges Fernsehgerät. Seit Juni 2016 war Flimmit zudem im HbbTV-Portal des ORF integriert.
Flimmit betrieb auch Kooperationen mit Kabelnetzbetreibern wie der Salzburg AG (via CableLink-TV), kabelplus und Liwest. Im CableLink-TV war das Flimmit-Portal auf Kanal 33, für kabelplus-Kunden auf Kanal 30 und im Liwest Fernsehen Basispaket auf Kanal 84 verankert. Die Kunden der Kabelnetzbetreiber konnten alle Filme und Serien kostenlos abrufen.

## EuroVod
Flimmit war Teil der 2010 gegründeten Initiative EuroVoD. Die europäische Organisation ist ein Zusammenschluss unabhängiger VoD-Anbieter und ist bemüht, die grenzüberschreitende Verbreitung von nationalen Filmen zu vereinfachen und auszubauen.
Gemeinsam mit den Partnern von EuroVoD wurde regelmäßig das europäische Online-Filmfestival STREAMS veranstaltet, das seinen Fokus auf jungen Independent- und Arthouse-Kino hat. Die teilnehmenden Länder schicken zwei aktuelle Filme ins Rennen, die bis dato noch nicht in den anderen europäischen Ländern veröffentlicht wurden. Der Gewinnerfilm wird von einer Jury aus Bloggern und Filmemachern aller teilnehmenden Nationen gewählt und erhält ein Preisgeld in Höhe von 3.500 Euro.